# جنگ داخلی عباسیان (۸۶۵–۸۶۶)
جنگ داخلی عباسیان (۸۶۵–۸۶۶) یا فتنه پنجم، یک درگیری مسلحانه در جریان «بی‌ثباتی در سامرا» بین خلیفه‌های رقیب، مستعین و معتز، برای به دست آوردن جایگاه خلیفه بعدی بود. این جنگ که حدود یک سال به طول انجامید، عمدتاً حول محاصره طولانی بغداد بود و با به خلافت رسیدن معتز، به پایان رسید. مستعین، توسط هوادارانش رها و مجبور به کناره‌گیری شد. او اندکی بعد، با وجود تضمین، مبنی بر حفظ جانش، اعدام شد.
نتیجه جنگ، یک پیروزی بزرگ برای تشکیلات نظامی ترک بود که مسئول به قدرت رسیدن معتز بود که به ترک‌ها اجازه داد تا قدرت مؤثر خود را بر دولت و ارتش خلافت حفظ کنند. پارتیزان‌های مستعین، یعنی خاندان طاهریان، گروه‌های نظامی عرب و شهروندان بغداد، پس از تسلیم شدن، همچنان از سیاست دولت مرکزی، کنار گذاشته شدند، اگرچه به آنها اجازه داده شد که مناصب قبل از جنگ خود را حفظ کنند. مرکز عراق که بیشتر نبردها در آن رخ داد، در اثر فعالیت‌های هر دو طرف، ویران شد.
طبری، گزارش مفصلی از جنگ، ارائه کرده است. مورخان مسلمان دیگری مانند مسعودی و یعقوبی نیز در آثار خود، از این جنگ، یاد کرده‌اند.